# Internationale Filmfestspiele von Venedig 2009

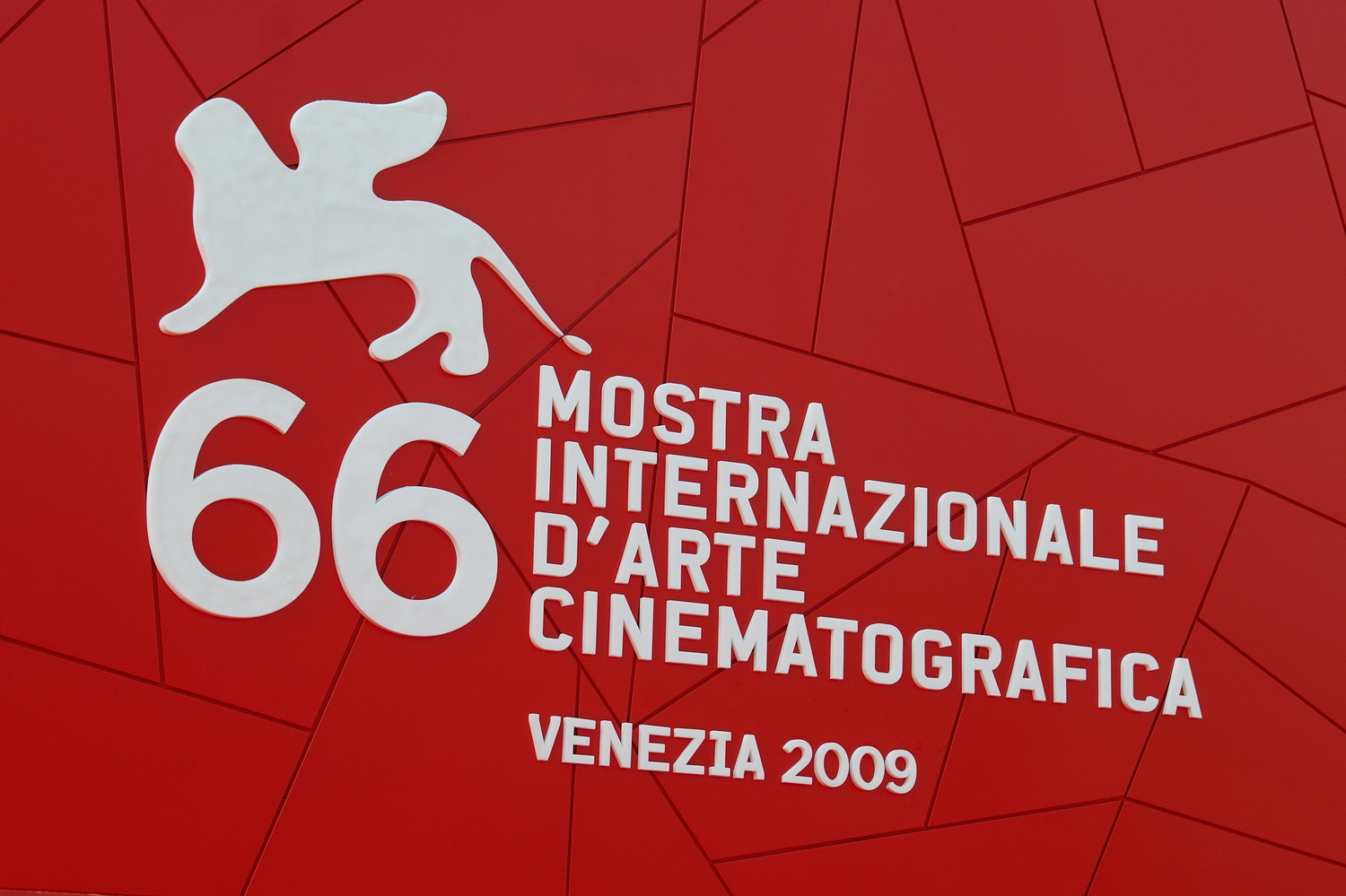
Logo und Schriftzug der 66. Filmfestspiele

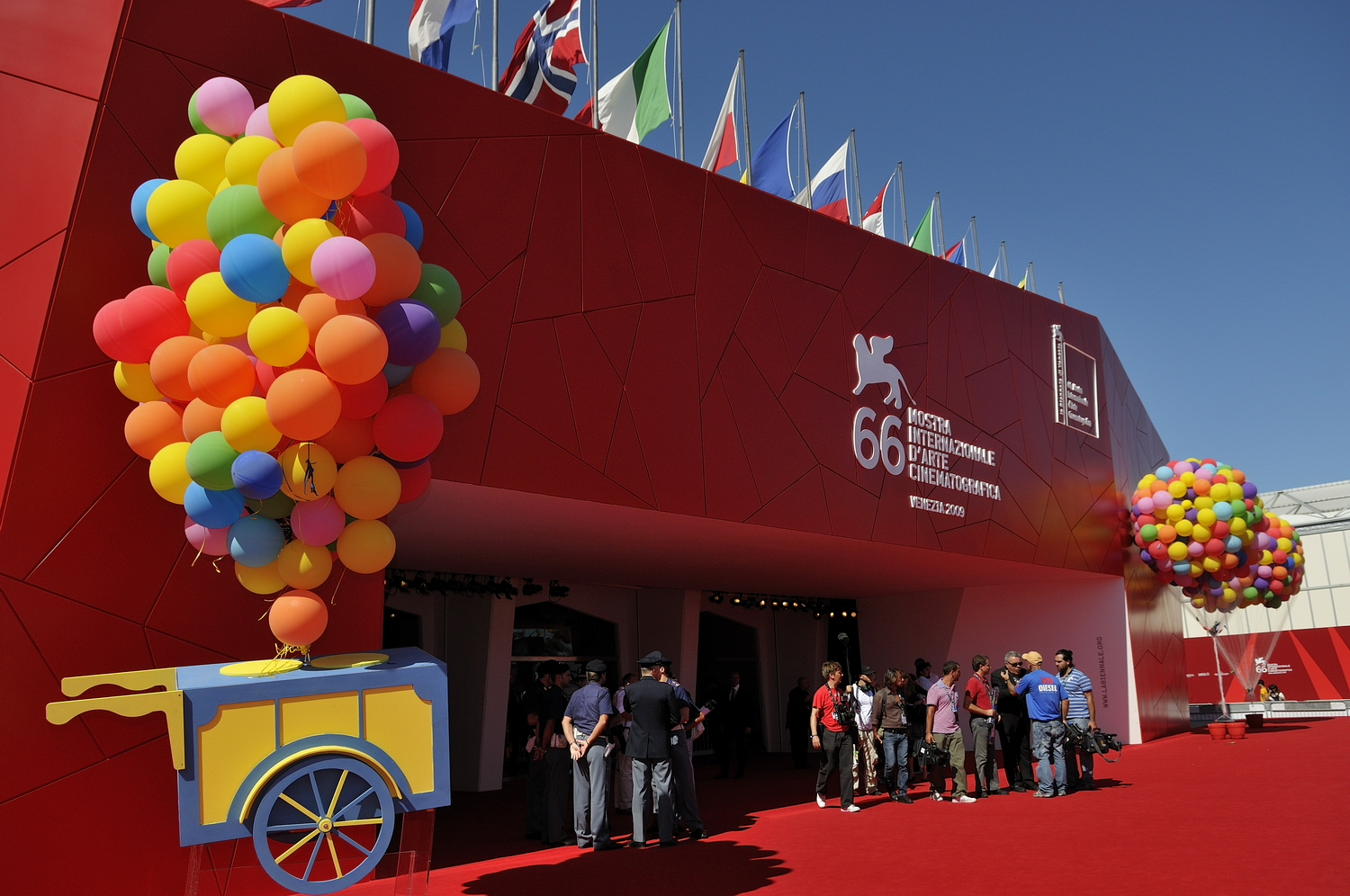
Palazzo del Cinema

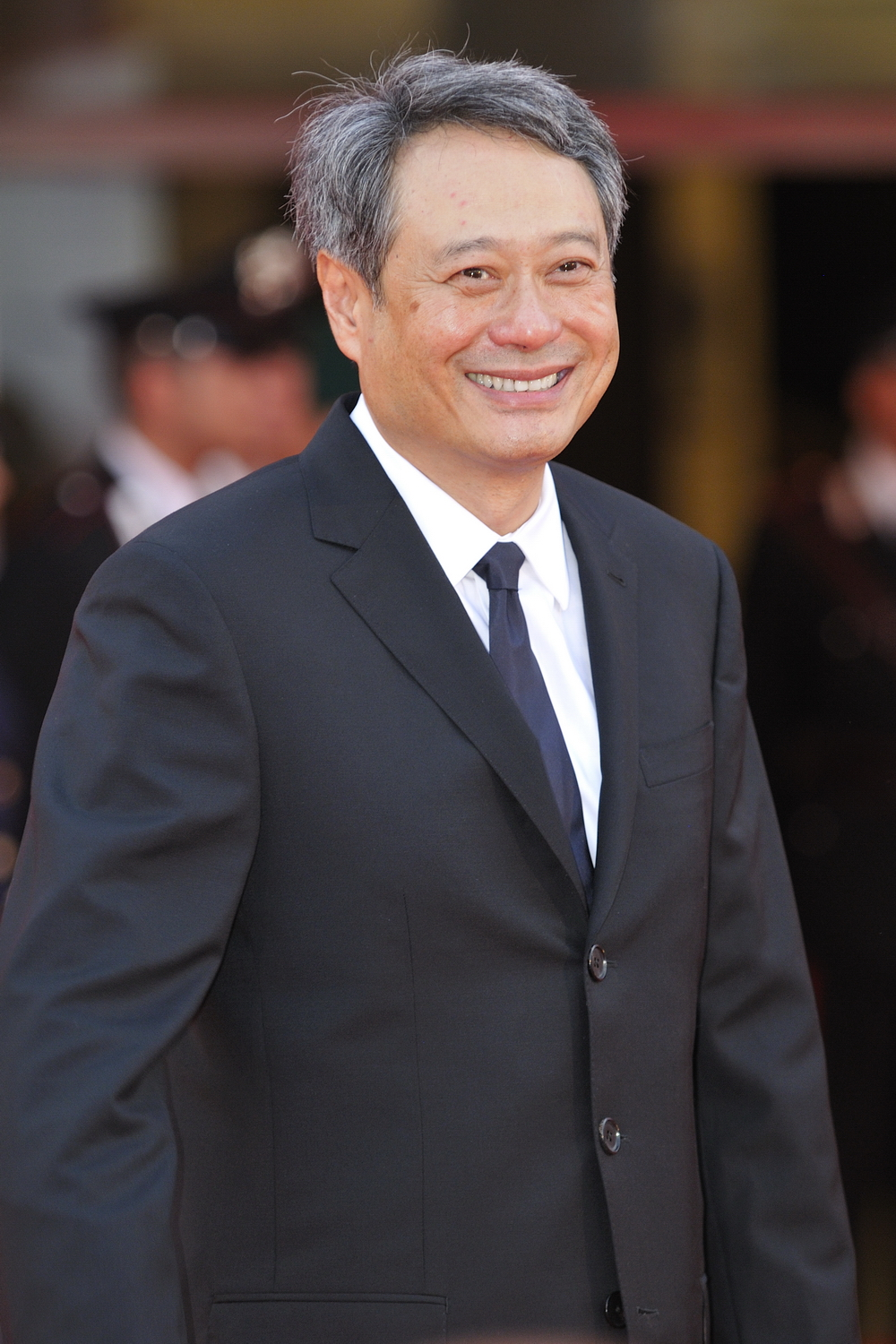
Präsident der Festivaljury 2009: Ang Lee

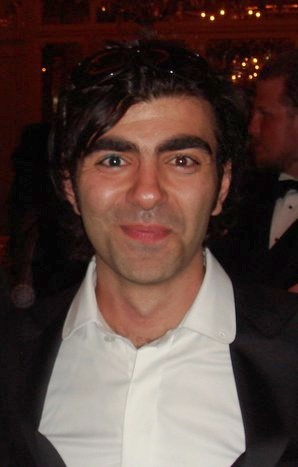
Mit dem Spezialpreis der Jury ausgezeichnet: Soul Kitchen von Fatih Akin

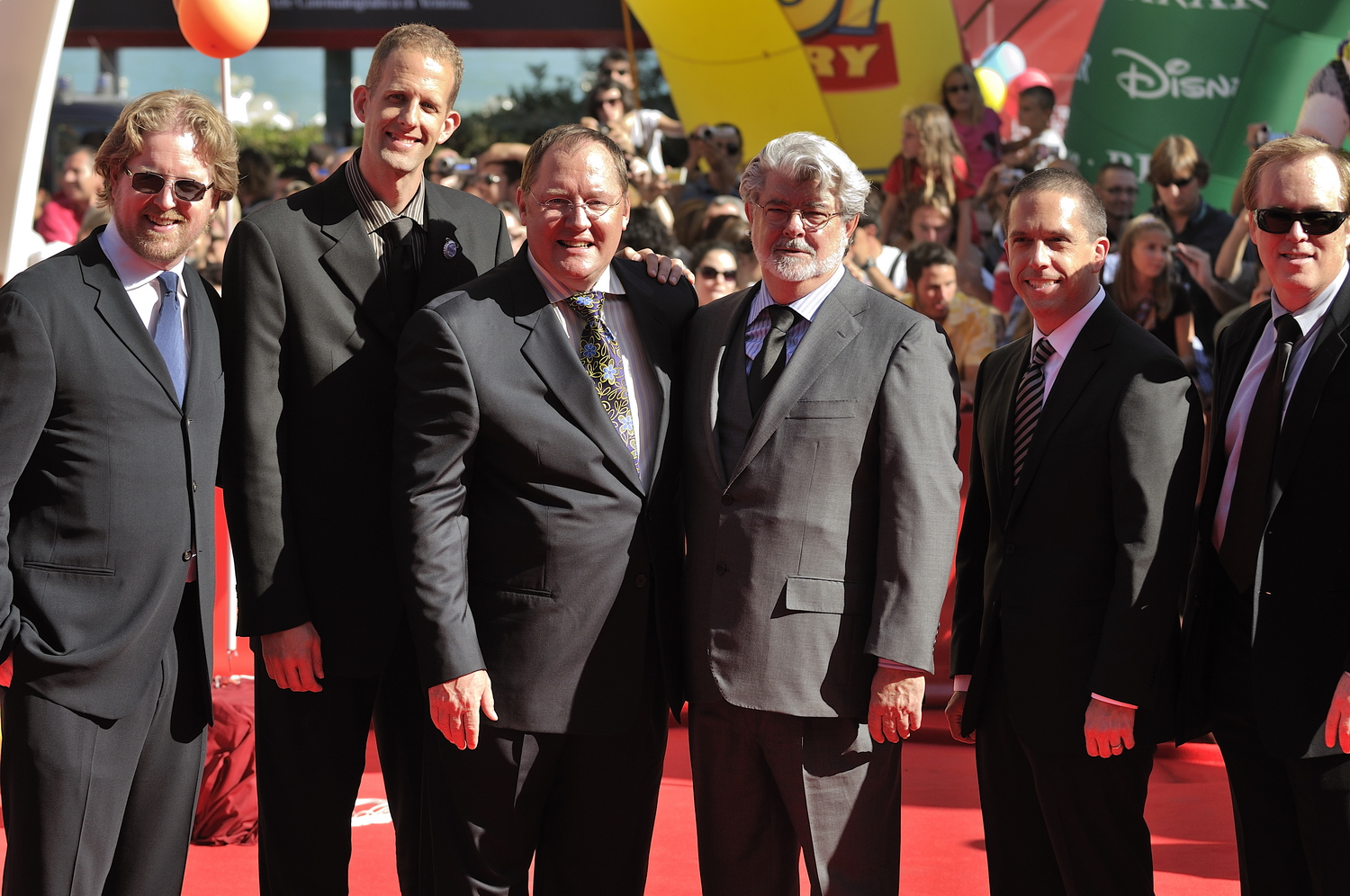
Mit dem Goldenen Löwen für das Lebenswerk ausgezeichnet, von li. nach re.: die Pixar-Regisseure Andrew Stanton, Pete Docter, John Lasseter, Laudator George Lucas, Lee Unkrich und Brad Bird

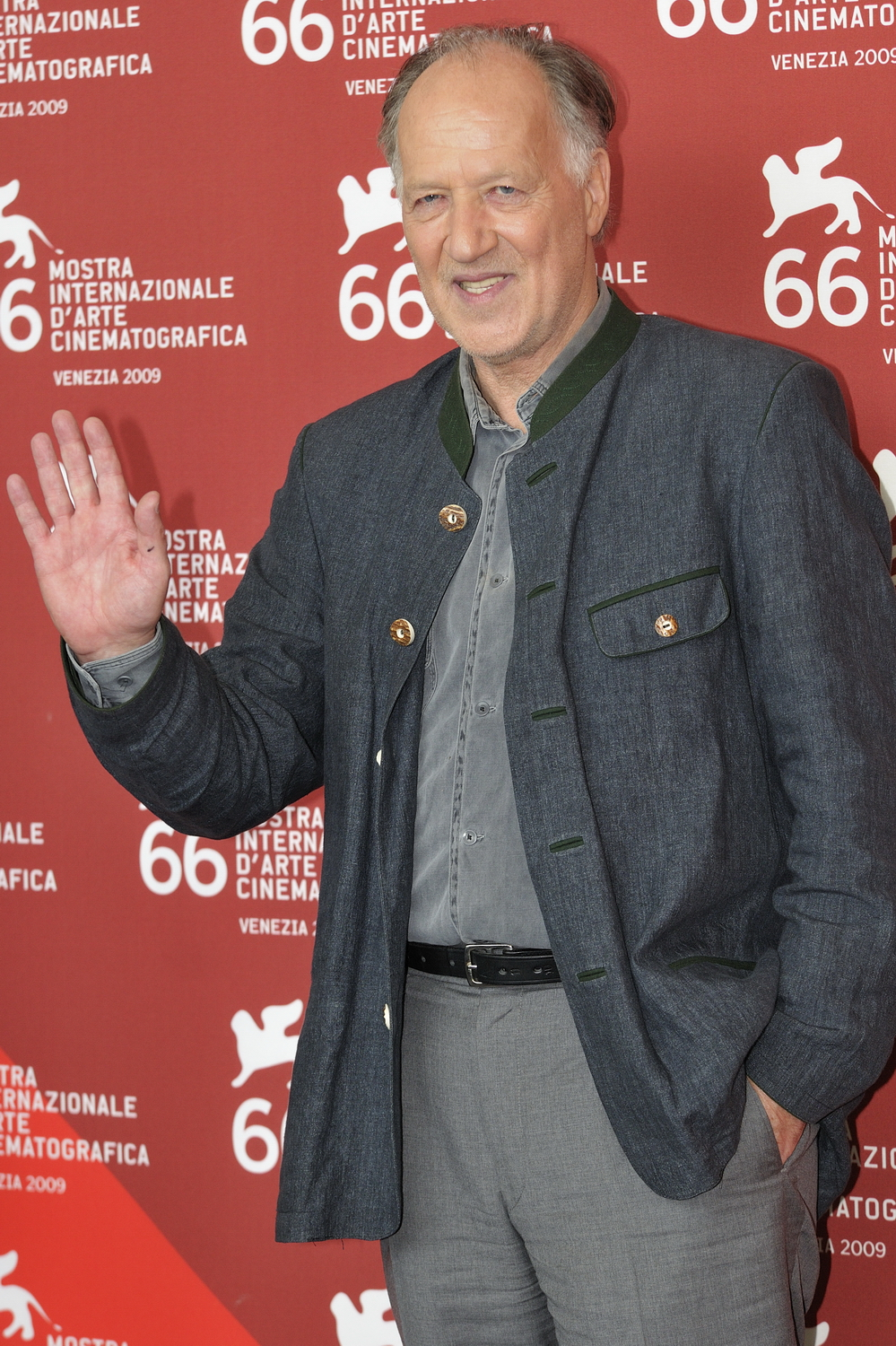
Als erster Regisseur mit zwei Filmen im Wettbewerb vertreten: Werner Herzog

Die 66. Internationalen Filmfestspiele von Venedig (66. Mostra Internazionale d’Arte Cinematografica) fanden vom 2. bis zum 12. September 2009 statt. 3859 Filme (darunter 2519 Spielfilme) aus 74 Ländern bewarben sich für eine Teilnahme an dem Festival, das zu den drei bedeutendsten A-Festivals der Welt zählt. In der wichtigsten Sektion, dem Wettbewerb (Venezia 66), konkurrierten 25 Langfilme um den Goldenen Löwen, den Hauptpreis des Festivals. Diesen gewann der israelische Beitrag Lebanon von Samuel Maoz.
Eröffnet wurde das Festival mit dem italienischen Wettbewerbsbeitrag
Baarìa – La porta del vento, einem autobiografisch geprägten Epos von Giuseppe Tornatore, dem wiederum der außer Konkurrenz gezeigte spanische Horrorfilm [Rec] 2 von Jaume Balagueró und Paco Plaza folgte, der Fortsetzung von [●REC] (2007). Als Abschlussfilm wählte man den chinesischen Beitrag Chengdu, wo ai ni (Chengdu, I Love You) von Fruit Chan und Cui Jian, der ebenfalls außerhalb des Wettbewerbs gezeigt wurde. Die italienische Schauspielerin Maria Grazia Cucinotta moderierte die Eröffnungs- und Abschlusszeremonie.
Vor Beginn der Filmfestspiele wurde Kritik an der Auswahl Marco Müllers geäußert, dem künstlerischen Leiter des Filmfestivals von Venedig. Nachdem der studierte Sinologe in den Vorjahren häufig asiatische Filmproduktionen eingeladen hatte, laufen bei der 66. Auflage mehrheitlich italienische Filme (24), gefolgt von US-amerikanischen Produktionen (17). Trotz der Kritik bezeichnete Müller das Programm als sein „Wunschfestival“. Im Gegensatz zu den vorangegangenen Auflagen wurde es um eine Woche nach hinten verlegt. Dadurch wäre es im selben Zeitraum wie das für den nordamerikanischen Markt wichtige Toronto International Film Festival abgehalten worden. Die kanadischen Veranstalter verlegten daraufhin den Start ihres Festivals ebenfalls um eine Woche.
Im Rahmen der Filmfestspiele wird regelmäßig ein Goldener Löwe für das Lebenswerk eines Filmschaffenden vergeben. Bereits Anfang Mai wurde der Gewinner mitgeteilt: die Regisseure des US-amerikanischen Trickfilmstudios Pixar Animation Studios um John Lasseter. Damit wurde der Preis erstmals nicht nur an einen einzelnen Filmschaffenden vergeben. Lasseter nahm den Goldenen Löwen am 6. September in Anwesenheit von Brad Bird, Pete Docter, Andrew Stanton und Lee Unkrich entgegen. Ebenfalls mit einem Sonderpreis, dem Jaeger-LeCoultre Glory to the Filmmaker Award, wurde der US-amerikanische Schauspieler und Filmemacher Sylvester Stallone geehrt.

## Offizielle Sektionen
In den vier Sektionen des Filmfestivals wurden insgesamt 75 Filme gezeigt. 71 davon feierten ihre Uraufführung.

### Wettbewerb

#### Jury
Jurypräsident war der taiwanisch-amerikanische Regisseur Ang Lee, der 2005 und 2007 mit dem Goldenen Löwen für die Filme Brokeback Mountain und Gefahr und Begierde ausgezeichnet wurde.
Ihm zur Seite standen sechs weitere Jurymitglieder:
- Sergei Bodrow, russischer Filmregisseur
- Sandrine Bonnaire, französische Schauspielerin und Regisseurin (Darstellerpreis in Venedig 1995)
- Liliana Cavani, italienische Filmregisseurin
- Joe Dante, US-amerikanischer Filmregisseur
- Anurag Kashyap, indischer Filmregisseur
- Luciano Ligabue, italienischer Musiker, Schriftsteller und Regisseur

#### Filme
Im Wettbewerb wurden 25 Langfilme gezeigt, bei allen handelt es sich um Weltpremieren. Sieben der Filme waren in den Vereinigten Staaten produziert worden, vier Filme stammten aus Frankreich und Italien.
Nachdem im Vorjahr die deutschen Regisseure Christian Petzold (Jerichow) und Werner Schroeter (Nuit de chien) erfolglos im Wettbewerb um den Goldenen Löwen vertreten waren, konkurrierten 2009 drei deutschsprachige Filmemacher um den Hauptpreis. Fatih Akin war mit seinem Heimatfilm Soul Kitchen vertreten. Der deutsche Regisseur türkischer Abstammung hatte für seine Komödie über den Niedergang eines Spezialitätenrestaurants bereits eine Einladung in den Wettbewerb der Filmfestspiele von Cannes im Mai erhalten, dieser aber aufgrund der noch nicht abgeschlossenen Postproduktion nicht Folge leisten können. Die Österreicherin Jessica Hausner konkurrierte mit ihrem Spielfilm Lourdes, der im gleichnamigen Wallfahrtsort entstand. Das Drama handelte von einer gelähmten Frau (dargestellt von der Französin Sylvie Testud), der eine überraschende Heilung widerfährt, dieser aber skeptisch gegenübersteht. Der deutsche Regisseur Werner Herzog erhielt für seine amerikanische Produktion Bad Lieutenant – Cop ohne Gewissen eine Einladung nach Venedig.
Bei dem Thriller handelte es sich um ein Remake von Abel Ferraras gleichnamigen Film aus dem Jahr 1992. Mit Ein fürsorglicher Sohn stellte Herzog auch einen „Überraschungsfilm“, der im Laufe des Festivals am 4. September bekanntgegeben wurde. Damit war erstmals ein Regisseur mit zwei Filmen im Wettbewerb vertreten. Mit deutschen Geldern finanziert wurde Women Without Men, der erste Spielfilm der iranischstämmigen Videokünstlerin Shirin Neshat. Das Drama erzählte vom Umbruch Persiens in den 1950er Jahren.
Mit Capitalism: A Love Story wurde zum ersten Mal in der Geschichte des Festivals ein Dokumentarfilm ins Wettbewerbsprogramm mit aufgenommen. Dieser stammt vom US-amerikanischen Filmemacher und Oscar-Preisträger Michael Moore und beschäftigt sich mit der aktuellen Finanzkrise. Moores Landsmann, der Modeschöpfer Tom Ford, erhielt für seinen Debütfilm A Single Man eine Einladung. Im Zentrum des Dramas steht ein in Los Angeles lebender Englisch-Professor (gespielt von Colin Firth), der mit dem Tod seines Lebensgefährten konfrontiert wird. Neben Neshat und Ford stellten der Italiener Giuseppe Capotondi (La doppia ora), der Ägypter Ahmed Maher (Al Mosafer) und der aus Israel stammende Samuel Maoz (Lebanon) ebenfalls ihre ersten Spielfilme vor. Mit Patrice Chéreau (Ruhelos), Herzog, Michele Placido (Il grande sogno), Todd Solondz (Life During Wartime) und Giuseppe Tornatore (Baarìa – La porta del vento) waren nur fünf der 24 Regisseure mindestens einmal im Wettbewerb um den Goldenen Löwen vertreten. Zwei Tage vor Ende des Filmfestivals wurde mit dem philippinischen Beitrag Lola von Brillante Mendoza ein weiterer Überraschungsfilm im Wettbewerb bekanntgegeben.
| Film                                     | Regie                | Land          | Darsteller (Auswahl)                                                |
| ---------------------------------------- | -------------------- | ------------- | ------------------------------------------------------------------- |
| 36 vues du Pic Saint-Loup                | Jacques Rivette      | Frankreich    | Jane Birkin, Sergio Castellitto, André Marcon                       |
| Ahasin Wetei (Between Two Worlds)        | Vimukthi Jayasundara | Sri Lanka     | Thusitha Laknath, Kaushalya Fernando, Huang Lu                      |
| Baarìa – La porta del vento              | Giuseppe Tornatore   | Italien       | Francesco Scianna, Margareth Madè, Raoul Bova, Monica Bellucci      |
| Bad Lieutenant – Cop ohne Gewissen       | Werner Herzog        | USA           | Nicolas Cage, Eva Mendes, Val Kilmer, Michael Shannon               |
| Capitalism: A Love Story                 | Michael Moore        | USA           | Dokumentarfilm                                                      |
| Die doppelte Stunde (La doppia ora)      | Giuseppe Capotondi   | Italien       | Xenia Rappoport, Filippo Timi, Antonia Truppo, Giorgio Colangeli    |
| Il grande sogno                          | Michele Placido      | Italien       | Riccardo Scamarcio, Jasmine Trinca, Luca Argentero, Laura Morante   |
| Lei wangzi (Prince of Tears)             | Yonfan               | Taiwan, China | Chih-Wei Fan, Terri Kwan, Joseph Chang, Kenneth Tsang, Zhu Xuan     |
| Lebanon                                  | Samuel Maoz          | Israel        | Yoav Donat, Itay Tiran, Oshri Cohen                                 |
| Life During Wartime                      | Todd Solondz         | USA           | Ciarán Hinds, Shirley Henderson, Allison Janney, Charlotte Rampling |
| Lo spazio bianco                         | Francesca Comencini  | Italien       | Margherita Buy, Guido Caprino, Salvatore Cantalupo                  |
| Lola*                                    | Brillante Mendoza    | Philippinen   | Anita Linda, Rustica Carpio, Tanya Gomez, Jhong Hilario             |
| Lourdes                                  | Jessica Hausner      | Österreich    | Sylvie Testud, Léa Seydoux, Bruno Todeschini                        |
| Mr. Nobody                               | Jaco Van Dormael     | Frankreich    | Jared Leto, Diane Kruger, Sarah Polley                              |
| Al Mosafer                               | Ahmed Maher          | Ägypten       | Omar Sharif, Cyrine AbdelNour, Khaled El Nabawy                     |
| Ein fürsorglicher Sohn*                  | Werner Herzog        | USA           | Willem Dafoe, Chloë Sevigny, Michael Shannon                        |
| Ruhelos (Persécution)                    | Patrice Chéreau      | Frankreich    | Romain Duris, Charlotte Gainsbourg, Jean-Hugues Anglade             |
| The Road                                 | John Hillcoat        | USA           | Charlize Theron, Viggo Mortensen, Guy Pearce, Robert Duvall         |
| A Single Man                             | Tom Ford             | USA           | Colin Firth, Julianne Moore, Matthew Goode                          |
| Soul Kitchen                             | Fatih Akin           | Deutschland   | Adam Bousdoukos, Moritz Bleibtreu, Birol Ünel                       |
| Survival of the Dead                     | George A. Romero     | USA           | Alan Van Sprang, Kenneth Walsh, Devon Bostick, Kathleen Munroe      |
| Tetsuo: The Bullet Man                   | Shin’ya Tsukamoto    | Taiwan, China | Eric Bossick, Akiko Monou, Shinya Tsukamoto                         |
| White Material                           | Claire Denis         | Frankreich    | Isabelle Huppert, Nicolas Duvauchelle, Isaach De Bankolé            |
| Yi ngoi (Accident)                       | Cheang Pou-Soi       | China         | Louis Koo, Richie Jen, Michelle Ye                                  |
| Women Without Men (Zanan bedun-e mardan) | Shirin Neshat        | Deutschland   | Pegah Ferydoni, Shabnam Tolouei, Orsi Tóth, Arita Shahrzad          |

* = Überraschungsfilm, der im Laufe des Wettbewerbs bekanntgegeben wurde.

#### Preisträger

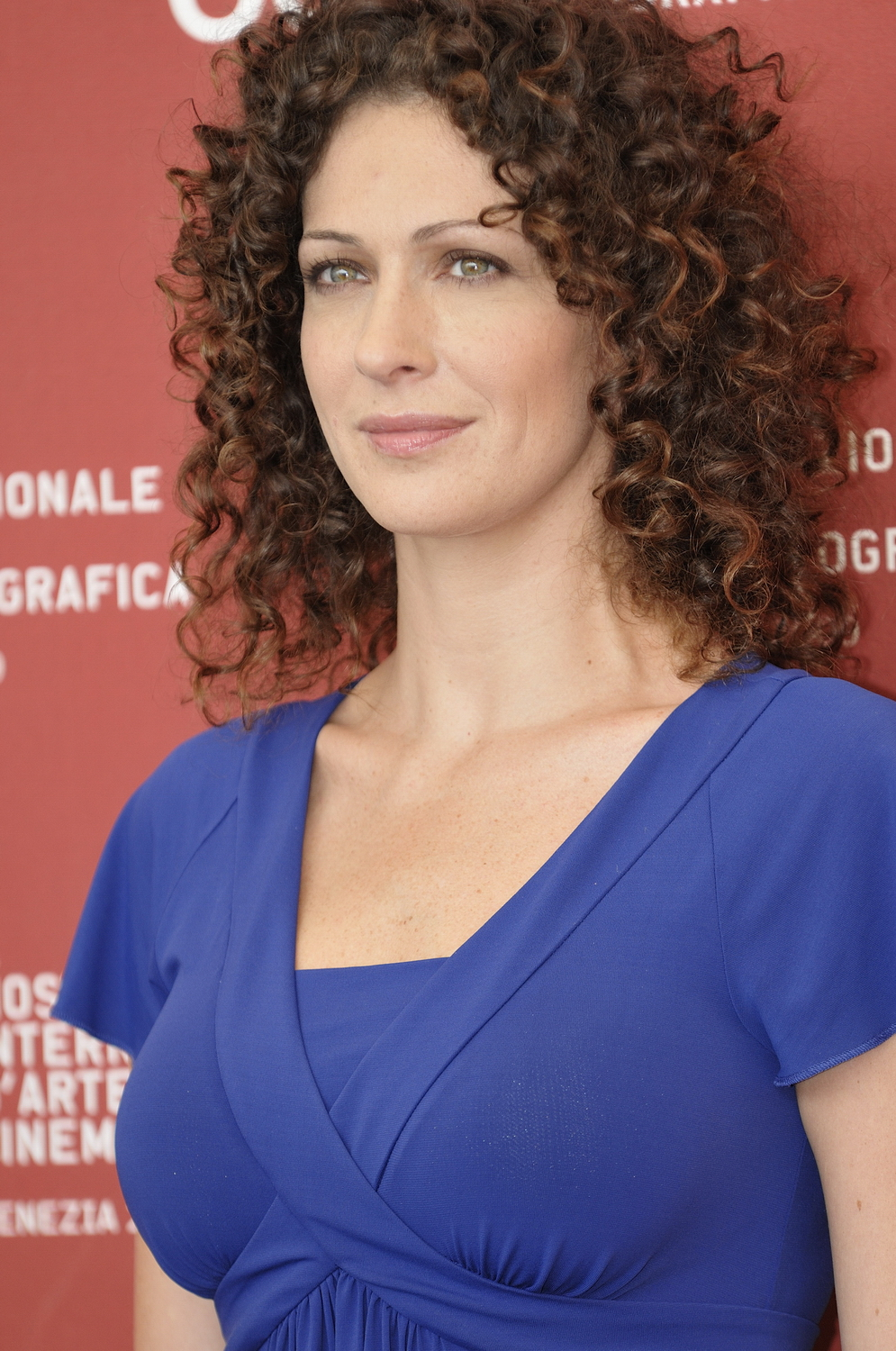
Beste Darstellerin: Xenia Rappoport

- Goldener Löwe: Lebanon von Samuel Maoz
- Silberner Löwe – Beste Regie: Shirin Neshat (Zanan bedun-e mardan)
- Spezialpreis der Jury: Soul Kitchen von Fatih Akin
- Coppa Volpi – Bester Darsteller: Colin Firth (A Single Man)
- Coppa Volpi – Beste Darstellerin: Xenia Rappoport (La doppia ora)
- Marcello-Mastroianni-Preis: Jasmine Trinca (Il grande sogno)
- Osella – Beste technische Leistung: Sylvie Olivé (Szenenbild für Mr. Nobody)
- Osella – Bestes Drehbuch: Todd Solondz (Life During Wartime)
- FIPRESCI-Preis: Lourdes von Jessica Hausner

### Orizzonti
Die Sektion Orizzonti (dt.: „Horizonte“), die sich „neuen Wegen und Möglichkeiten“ im weltweiten Film widmet und vor allem für unkonventionelle Filme werben will, zeigte 16 Spiel- und sieben Dokumentarfilme sowie einen weiteren Film, der als „Überraschungsfilm“ erst im Laufe des Festivals am 11. September bekanntgegeben wurde. Es handelte sich um Woo Ming Jins Woman on Fire Looks for Water.
In der internationalen Jury hatte der spanische Regisseur Pere Portabella den Vorsitz. Weitere Jurymitglieder waren:
- Gina Kim, koreanisch-amerikanische Regisseurin
- Bady Minck, luxemburgische Filmemacherin und Künstlerin
- Garin Nugroho, indonesischer Regisseur
- Gianfranco Rosi, italienisch-amerikanischer Regisseur

Wie jedes Jahr wurden Preise in den zwei Wettbewerbssektionen Spielfilme und Dokumentarfilme vergeben. Den Spielfilmpreis gewann der philippinische Beitrag Engkwentro, eine lobende Erwähnung ging an Aadmi ki aurat aur anya kahaniya aus Indien. Als Eröffnungsfilm wurde der rumänische Beitrag Francesca ausgewählt.

#### Spielfilme
| Filmtitel                        | Regie                                                                               | Produktionsland    |
| -------------------------------- | ----------------------------------------------------------------------------------- | ------------------ |
| Aadmi ki aurat aur anya kahaniya | Amit Dutta                                                                          | Indien             |
| Choi voi                         | Bui Thac Chuyen                                                                     | Vietnam            |
| Dohawa                           | Raja Amari                                                                          | Tunesien           |
| Dou niu                          | Guan Hu                                                                             | China              |
| Engkwentro                       | Pepe Diokno                                                                         | Philippinen        |
| Francesca                        | Bobby Păunescu                                                                      | Rumänien           |
| Insolação                        | Felipe Hirsch, Daniela Thomas                                                       | Brasilien          |
| Io sono l’amore                  | Luca Guadagnino                                                                     | Italien            |
| Korotkoje samykanije             | Pjotr Buslow, Alexei German, Boris Chlebnikow, Kirill Serebrennikow, Iwan Wyrypajew | Russland           |
| Paraiso                          | Héctor Gálvez                                                                       | Peru               |
| Pepperminta                      | Pipilotti Rist                                                                      | Schweiz            |
| Repo Chick                       | Alex Cox                                                                            | USA                |
| Touxi                            | Liu Jie                                                                             | China              |
| Tris di donne & abiti nuziali    | Vincenzo Terracciano                                                                | Italien            |
| Wahed-Sefr                       | Kamla Abu Zekry                                                                     | Ägypten            |
| Woman on Fire Looks for Water*   | Woo Ming Jin                                                                        | Malaysia, Südkorea |
| Zarte Parasiten                  | Christian Becker, Oliver Schwabe                                                    | Deutschland        |

* = Überraschungsfilm, der im Laufe des Wettbewerbs bekanntgegeben wurde.

#### Dokumentarfilme
| Filmtitel                                 | Regie                       | Produktionsland |
| ----------------------------------------- | --------------------------- | --------------- |
| 1428                                      | Du Haibin                   | China           |
| Il colore delle parole                    | Marco Simon Puccioni        | Italien         |
| The One All Alone                         | Frank Scheffer              | Niederlande     |
| Totò                                      | Peter Schreiner             | Österreich      |
| Viajo porque preciso, volto porque te amo | Karim Aïnouz, Marcelo Gomes | Brasilien       |
| Villalobos                                | Romuald Karmakar            | Deutschland     |
| Women cengjing de wuchanzhe               | Guo Xiaolu                  | China           |

### Corto Cortissimo
In der Reihe Corto Cortissimo wurden 18 Kurzfilme mit einer Länge von bis zu 30 Minuten gezeigt. Als Eventi wurden zusätzlich zu den Filmen, die am Wettbewerb um Auszeichnungen teilnehmen, weitere sechs Kurzfilme gezeigt.
Über die Preise in der Sektion entschied eine Jury unter dem Vorsitz des amerikanischen Filmemachers Stuart Gordon. Die weiteren Mitglieder der Jury waren der amerikanische Filmwissenschaftler und Archivar Steve Ricci und die russische Schauspielerin, Kritikerin und Festivalleiterin Sitora Alijewa. Die Jury vergab am 10. September den Corto-Cortissimo-Löwen an den südafrikanischen Beitrag Firstborn von Etienne Kallos.
Eine lobende Erwähnung erhielt die georgische Regisseurin Salomé Aleksi (Felicità), während die Nominierung für den Europäischen Filmpreis 2009 an den Israeli Meni Philip (Sinner) ging.
| Filmtitel                | Regie              | Produktionsland             | Länge      |
| ------------------------ | ------------------ | --------------------------- | ---------- |
| Bicycle                  | Dean Yamada        | USA, Japan                  | 22 Minuten |
| Bliss                    | Pedro Freire       | Brasilien                   | 19 Minuten |
| Family Jewels            | Martin Stitt       | USA, Vereinigtes Königreich | 20 Minuten |
| Firstborn                | Etienne Kallos     | Südafrika, USA              | 27 Minuten |
| For Two                  | Shijie Tan         | Singapur                    | 17 Minuten |
| The Game                 | Adriano Giannini   | Italien                     | 18 Minuten |
| GirlLikeMe               | Rowland Jobson     | Vereinigtes Königreich      | 14 Minuten |
| Happiness                | Salome Aleksi      | Georgien                    | 30 Minuten |
| I know there’s a man     | Gianclaudio Cappai | Italien                     | 30 Minuten |
| The Kinematograph        | Tomek Bagiński     | Polen                       | 12 Minuten |
| Kingyo                   | Edmund Yeo         | Japan                       | 25 Minuten |
| Mom’s vacation           | Kwang-bok Kim      | Korea                       | 22 Minuten |
| Nuvole, mani             | Simone Massi       | Frankreich                  | 8 Minuten  |
| Objekt No. 1             | Murad Ibragimbekov | Russland                    | 5 Minuten  |
| Sinner                   | Meni Philip        | Israel                      | 28 Minuten |
| Still Birds              | Sara Eliassen      | Norwegen                    | 13 Minuten |
| Storage                  | David Lea          | Vereinigtes Königreich      | 15 Minuten |
| This is Earth My Brother | Jan Cvitkovič      | Slowenien, Italien          | 9 Minuten  |

### Controcampo Italiano
Die Festivalsektion Controcampo Italiano sollte mit ihrer Filmauswahl die neuesten Entwicklungen des italienischen Kinos abbilden. Der italienischen Jury stand der Regisseur Carlo Lizzani vor, der durch seinen Berufskollegen Giulio Questi und die Journalistin und Filmkritikerin Marina Sanna unterstützt wurde. Als Eventi und Retrospektive wurden drei weitere Filme gezeigt, die aber nicht am Wettbewerb teilnehmen. Als Eröffnungsfilm wurde der Spielfilm Zehn Winter ausgewählt.
Der Preis ging an Susanna Nicchiarellis Spielfilm Cosmonauta. Das Unternehmen Kodak vergab an den Gewinner außerdem Filmmaterial (35- oder 16-mm-Film) im Wert von 40.000 Euro für die Erstellung eines neuen Spielfilms.
| Filmtitel                   | Regie                                    | Filmgattung    |
| --------------------------- | ---------------------------------------- | -------------- |
| Il Compleanno               | Marco Filiberti                          | Spielfilm      |
| Cosmonauta                  | Susanna Nicchiarelli                     | Spielfilm      |
| Zehn Winter (Dieci inverni) | Valerio Mieli                            | Spielfilm      |
| Hollywood sul Tevere        | Marco Spagnoli                           | Dokumentarfilm |
| Negli occhi                 | Francesco Del Grosso, Daniele Anzellotti | Dokumentarfilm |
| Il Piccolo                  | Maurizio Zaccaro                         | Dokumentarfilm |
| Poeti                       | Toni D’Angelo                            | Dokumentarfilm |

## Weitere Auszeichnungen

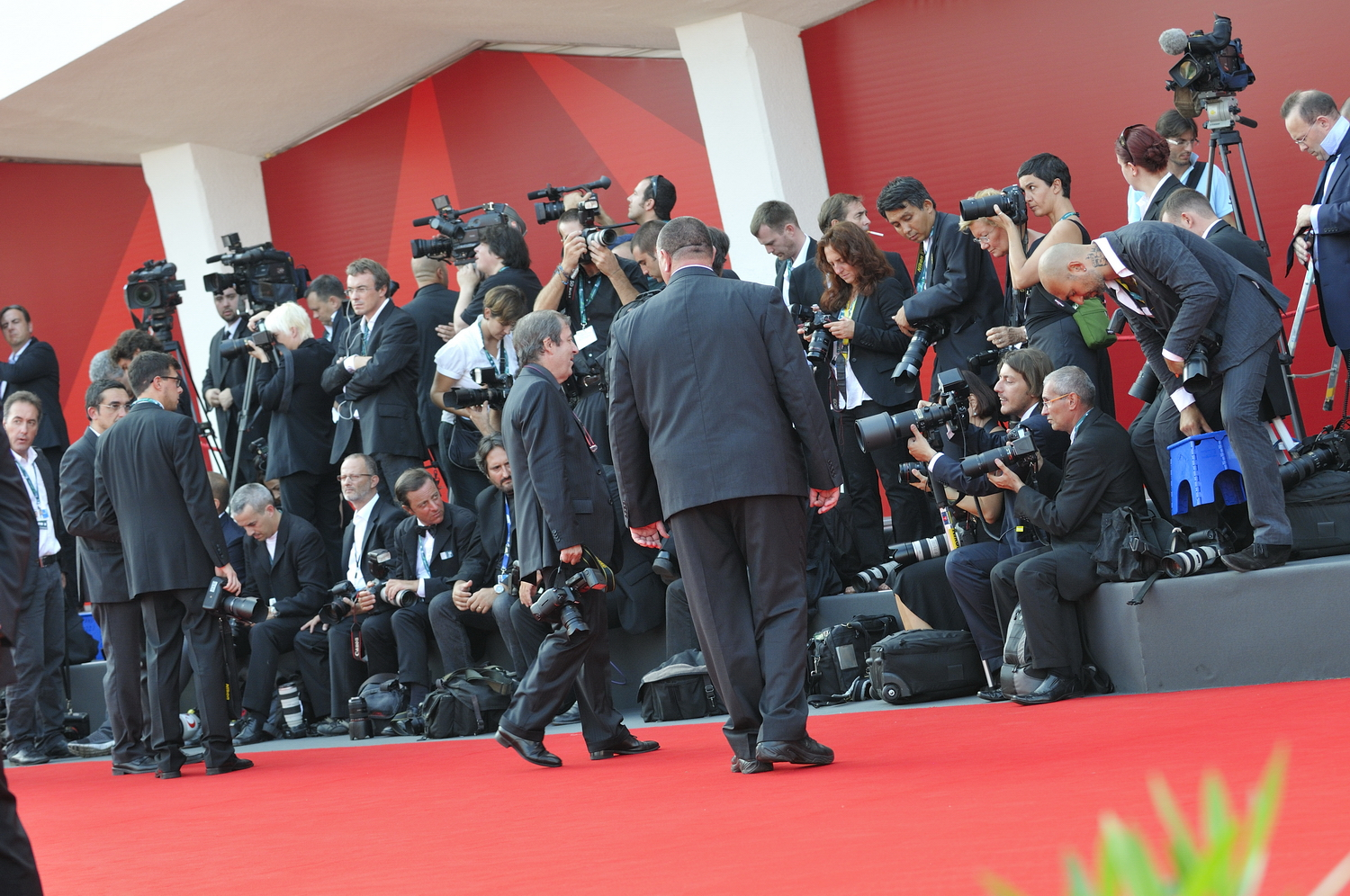
Fotografenauflauf bei den 66. Filmfestspielen

Im Rahmen des Filmfestivals von Venedig wurden weitere Auszeichnungen vergeben.
Der Premio Luigi De Laurentiis vergab eine Jury unter Vorsitz des Regisseurs Haile Gerima gemeinsam mit den Regisseuren Ramin Bahrani (USA), Gianni Di Gregorio (Italien), Antoine Fuqua (USA) und dem britischen Künstler Sam Taylor Wood. Die Auszeichnung ehrte den besten Debütfilm eines Regisseurs (Löwe der Zukunft), alle Sektionen konnten berücksichtigt werden. Prämiert wurde der philippinische Beitrag Engkwentro von Pepe Diokno (Sektion Orizzonti).
Der Persol 3-D Award, benannt nach einem Sponsor des Filmfestivals, wurde zum ersten Mal an einen 3D-Film vergeben. Teilnehmen konnten nur Werke, die zwischen September 2008 und August 2009 produziert wurden. Von der künstlerischen Leitung des Filmfestivals von Venedig wurden die italienische 3D-Regisseurin Nadia Ranocchi und die US-amerikanische Kritiker Scott Foundas und Dave Kehr in eine Jury berufen. Preisgekrönt wurde der Thriller The Hole von Joe Dante.
Unabhängig vom Filmfestival veranstaltete das Sindacato Nazionale Critici Cinematografici Italiani mit der Internationalen Kritikerwoche (SIC) und die Associazione Nazionale Autori Cinematografici (ANAC) gemeinsam mit der Associazione Autori e Produttori Indipendenti (API) zwei eigene Filmreihen. Die italienische Filmkritikervereinigung zeichnete Choi Voi von Bui Thac Chuyen als besten Film aus.

## Filme außerhalb des Wettbewerbs

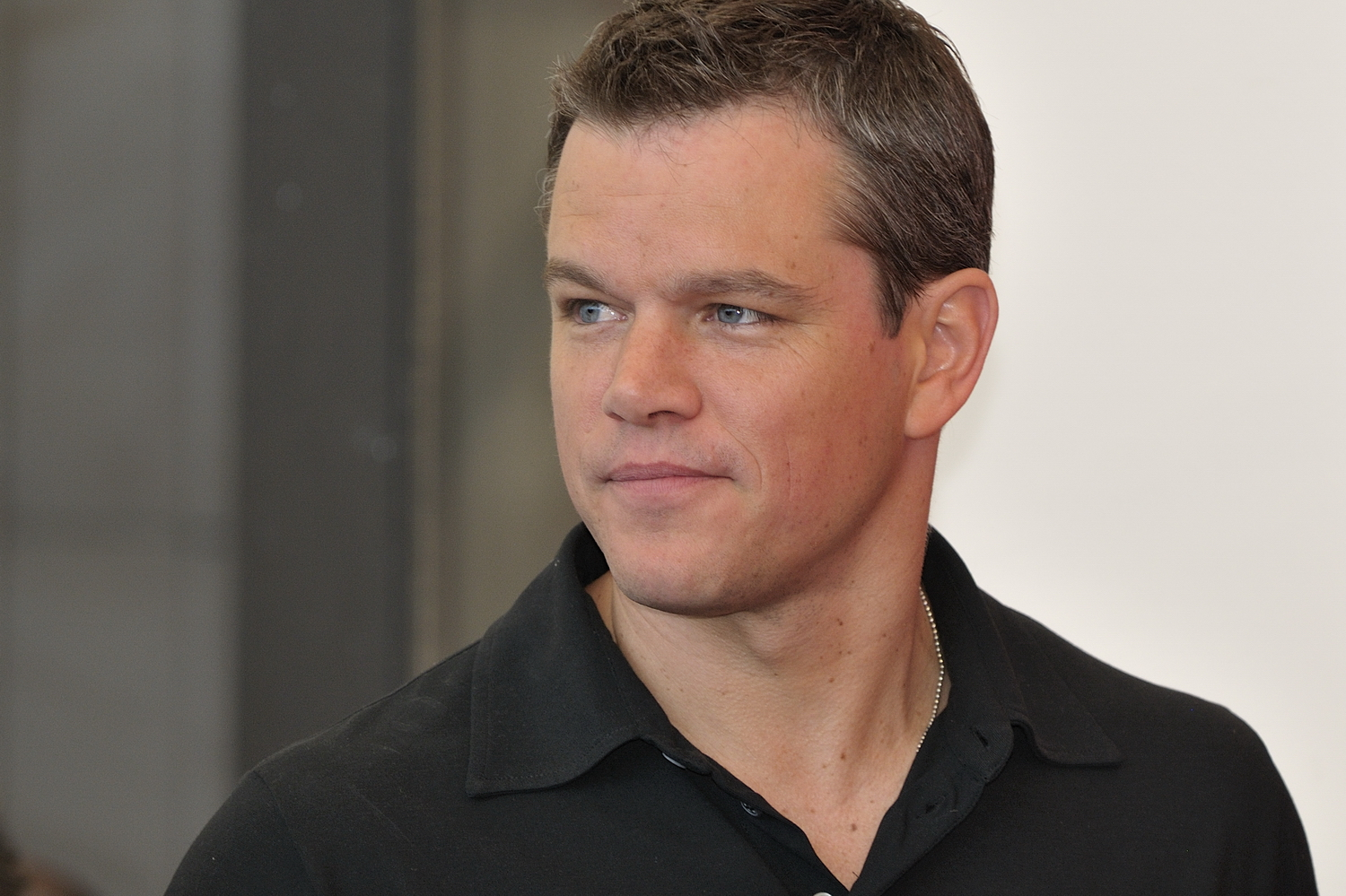
Matt Damon in Venedig

Wie jedes Jahr werden auch 2009 zahlreiche Filme außerhalb der Wettbewerbssparten gezeigt. Neben [Rec] 2 und Chengdu, wo ai ni präsentieren einige bekannte Filmemacher ihre Werke erstmals der Öffentlichkeit: der US-amerikanische Regisseur Steven Soderbergh zeigte den Film The Informant! mit Matt Damon in der Titelrolle. In der Reihe Cinema del presente stellte Oliver Stone seinen neuen Dokumentarfilm South of the Border vor, in der Reihe Mezzanotte lief Antoine Fuquas Krimidrama Brooklyn’s Finest mit Richard Gere, Don Cheadle und Ethan Hawke in den Hauptrollen. Ebenfalls uraufgeführt wurde Sherry Hormanns Wüstenblume, die Verfilmung des gleichnamigen Lebensgeschichte des aus Somalia stammenden Models Waris Dirie.